# Senza limite
Senza Limite è un EP della cantante italiana Iravox, in collaborazione con Viola Valentino, pubblicato nel 2015.

## Descrizione
Il disco, masterizzato da Alex Marton al Firstline Studio per Edizioni Latlantide Promotions S.n.c.

## Tracce
1. Senza Limite (Radio Edit)
2. Senza Limite (Remix)
3. Senza Limite (Radio Edit Karaoke)
4. Senza Limite (Remix Karaoke)